# Iglesia de Nuestra Señora de las Mercedes (Concordia)
La Iglesia Nuestra Señora de las Mercedes es una iglesia colombiana bajo la advocación de Nuestra Señora de las Mercedes localizada en el Parque Principal de Concordia (Antioquia), municipio donde es el principal templo religioso. Hace parte de la Diócesis de Jericó, específicamente de la Vicaría San Pablo de ésta diócesis, a la que también pertenecen las iglesias de Betulia, Ciudad Bolívar y Salgar. Además, en su frontis posee cinco puertas y un reloj español eléctrico. Igualmente tiene cinco naves.

## Historia
En 1849, mediante decreto de Juan de la Cruz Gómez Plata (Obispo de Antioquia), la parroquia Concordia fue erigida, entonces nombró como párroco al Pbro. Eleuterio Restrepo, quien se encargó de la construcción de la iglesia. Desde la culminación de ésta, la iglesia, con dos torres y una cúpula, ha sufrido diversas modificaciones, por ejemplo, el padre y arquitecto Eduardo Toro fue el encargado de diseñar el altar de mármol; mientras que Eduardo Carvajal fue el encargado del tallado de imágenes en madera (Nuestra Señora de las Mercedes, San Antonio de Padua y San Isidro).
Las fiestas patronales del municipio son celebradas por la iglesia.

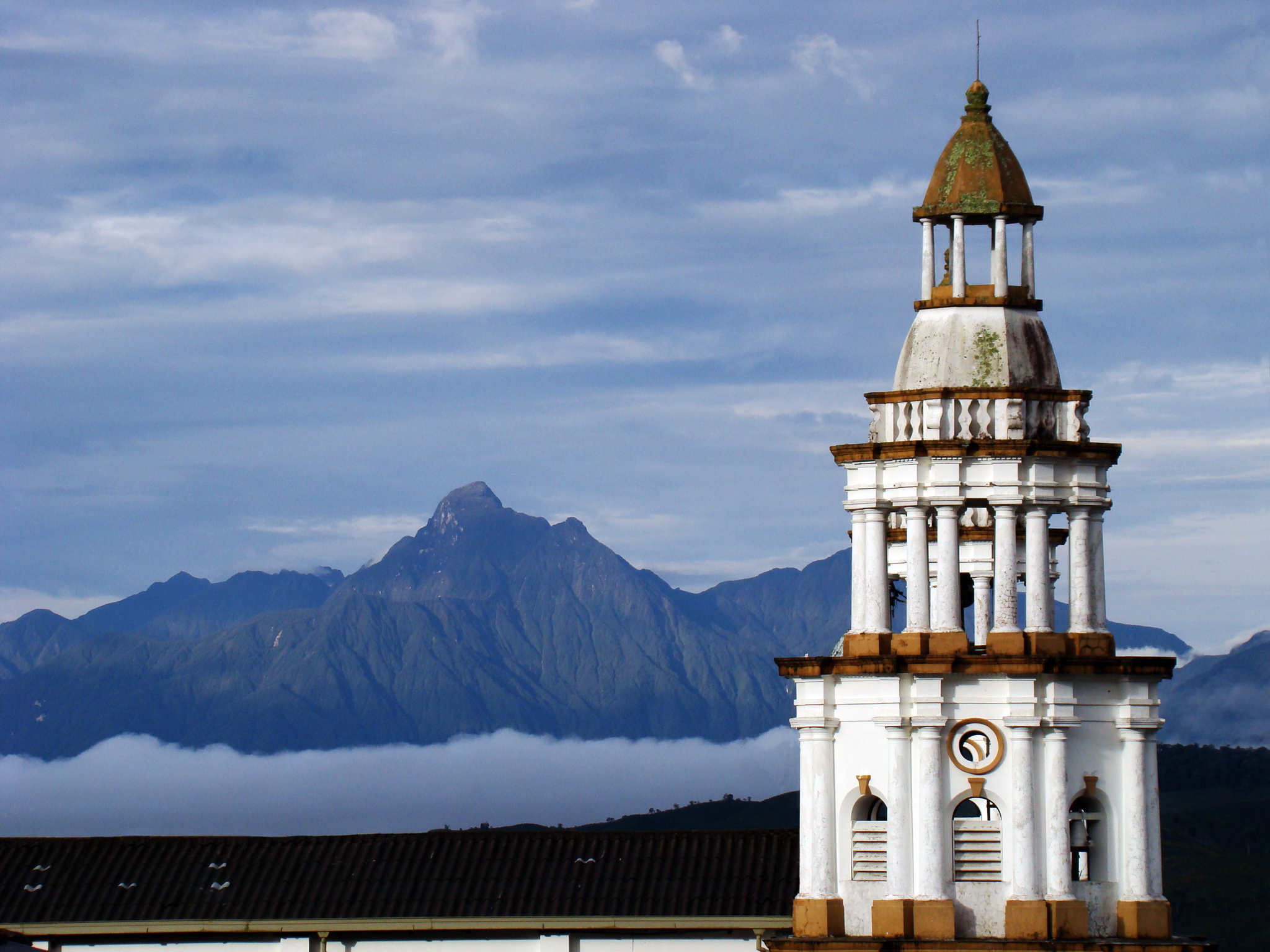
Torre derecha de la iglesia.